# 벤 데이비스 (1995년생 축구 선수)
벤저민 "벤" 키스 데이비스(Benjamin "Ben" Keith Davies, 1995년 8월 11일 ~ )는 잉글랜드의 축구 선수이며, 버밍엄 시티에서 센터백과 레프트백으로 뛰고 있다.
2021년 2월 1일 리버풀은 벤 데이비스의 영입을 발표했다. 계약 기간은 장기 계약을 맺었다.